# Friedrich Bethge
Friedrich Franz Heinrich Bethge (* 24. Mai 1891 in Berlin; † 17. September 1963 in Bad Homburg vor der Höhe) war ein deutscher, nationalsozialistischer Lyriker, Dramatiker und Dramaturg.

## Leben
In seiner Jugend besuchte Friedrich Bethge, Sohn des aus Kolberg stammenden Oberlehrers Richard Bethge (1859–1903) und seiner Ehefrau Martha geb. Arbeit (1862–1911), das Berlinische Gymnasium zum Grauen Kloster und das Friedrichwerdersche Gymnasium.
Bei Ausbruch des Ersten Weltkrieges meldete Bethge sich freiwillig. Im Laufe des Krieges wurde er mehrfach verwundet und bis zum Leutnant befördert. Gegen Kriegsende diente Bethge als Kompanieführer.
Bethge steuerte 1930 Beiträge zu der von Ernst Jünger herausgegebenen Sammlung Das Antlitz des Weltkrieges. Fronterlebnisse deutscher Soldaten bei. Zum 1. Mai 1932 trat er der NSDAP bei (Mitgliedsnummer 1.146.405), für die er sich als Blockwart betätigte. Im Kampfbund für deutsche Kultur (KfdK) leitete er die Abteilung Buch- und Bühnenautoren. Daneben schrieb er Beiträge für Zeitschriften wie die Ostdeutschen Monatshefte, in denen er 1933 Gedichte aus dem Nachlass der westpreußischen Schriftstellerin Elisabeth Siewert veröffentlichte und rezensierte.

### Karriere im NS-Staat
Sowohl den leitenden Posten im KFdK als auch die folgenden Ämter im Kulturbetrieb des „Dritten Reiches“ verdankte Bethge vor allem der Freundschaft mit Hans Hinkel. Dieser war es, der Bethge im Juni 1933 zum Chefdramaturgen der Städtischen Bühnen Frankfurt ernannte, womit garantiert werden sollte, dass die Bühnenstücke am Frankfurter Theater der NS-Ideologie entsprachen. Bethge war zudem Gauschrifttumswart, Reichsschachwart, Ratsherr sowie zweiter Vorsitzender des Freien Deutschen Hochstifts und Kurator für den Frankfurter Goethepreis. Ab 1935 war er Reichskultursenator und Präsidialrat der Reichstheaterkammer. Bethge, seit 1936 Mitglied der SS, trat im Frankfurter Theaterbetrieb in SS-Uniform auf; 1941 hatte er den Rang eines SS-Obersturmbannführers erreicht.

1937 erhielt er mit dem Nationalen Buchpreis eine der höchsten literarischen Auszeichnungen des Deutschen Reiches für sein Drama Der Marsch der Veteranen (1935), in dem er das politische Ringen der Soldaten nach dem Weltkrieg thematisierte. Der Literaturwissenschaftler Julius Petersen erläutert in seinem Werk Die Wissenschaft von der Dichtung (1939/1944) die verschiedenen Quellen und Anregungen, die dem Dichter als Stoff für das Drama Der Marsch der Veteranen dienten: das Erlebnis als mehrfach verwundeter Frontsoldat und Kriegsheimkehrer, der „Hungermarsch“ amerikanischer Kriegsveteranen auf Washington im Jahr 1932, Die toten Seelen von Nikolai Gogol und Krieg und Frieden von Leo Tolstoi. In Bezug auf die thematischen Parallelen zu den Flügelkämpfen innerhalb der nationalsozialistischen Partei Anfang der 1930er Jahre hält Bethge-Bonk (2011) fest, dass sich Der Marsch der Veteranen „als gleichsam staatsoffizielles, euphemisierendes Propagandastück, das die historischen Ereignisse wider besseres Wissen in einem verklärten und verfälschenden Licht aufbereitet“, entlarvt. Über die anstehende Auszeichnung seines Dramas war Bethge im März 1937 bei einem Treffen mit Hitler und Goebbels persönlich informiert wurden. Letzterer feierte den Dramatiker in seiner Laudatio als Mann der
„alten Garde der Partei. Er hat die Bewegung aktiv mit zum Siege geführt. Als Frontkämpfer wurde er viermal verwundet. Seine preisgekrönte Dichtung ist bestimmt vom Begriff der nationalen Ehre. Der Marsch der Veteranen ist ein hohes Lied preußischer Zucht und soldatischen Gehorsams […] [und] darf als eine erste glückliche Erfüllung der von der nationalsozialistischen Kulturpolitik erhofften Bühnendichtung gelten.“
Nach dem Überfall auf Polen am 1. September 1939 meldete Bethge sich umgehend als Freiwilliger. Der Grund hierfür mag insbesondere darin liegen, dass Bethge in Polen das Feindbild schlechthin sah – eine Tatsache, die auch in seinen Dramen Rebellion um Preußen (1938) und Anke von Skoepen (1940) zutage tritt. Ganz im Sinne der nationalsozialistischen Ideologie wird im Anke-Drama das Vaterland mit allen Mitteln gegen den „äußeren Feind“, Polen, verteidigt. In zutiefst rassistischem und aggressivem Ton heißt es hier über die polnischen Menschen: 
„Stecht die Pestbeulen auf, die schwärenden des Landes! – das Schwert sei das Skalpell! – Werft all das schwarze Pack, all polnisch’, all ermländ’sches in die Weichsel! – der schwarze Tod weicht dann von selbst im Nu!“
 Die Uraufführung des Stücks fand am 27. September 1940 in Frankfurt statt. Insgesamt gab es 21 Inszenierungen.
Zu seinem 50. Geburtstag 1941 erhielt Bethge viele Glückwünsche von angesehenen Persönlichkeiten des NS-Staats sowie ein Buch mit handschriftlichen Widmungen, in dem Bethges herausragende Stellung „in der Reihe der geistigen Künder und Deuter nationalsozialistischer Weltanschauung“ betont wird.
Bis in die letzte Phase des Zweiten Weltkrieges wurden zur Unterhaltung der Soldaten an der Front in sogenannten Soldatenblättern für Feier und Freizeit von Bethge als Leiter der KdF-Schachgemeinschaft Schachprobleme mit einer Beschreibung im militärischen Jargon veröffentlicht.

### Nach 1945
Von Dezember 1945 bis Februar 1947 befand sich Friedrich Bethge in amerikanischer Kriegsgefangenschaft. Danach lebte er als freier Schriftsteller in Bad Homburg. Im Zuge des 1948 eingeleiteten Entnazifizierungsverfahrens gegen ihn behauptete er, der NSDAP deshalb beigetreten zu sein, um den gemäßigten Parteiflügel gegenüber den radikalen, antisemitischen Kräften innerhalb der NS-Bewegung zu unterstützen. Auch berief er sich auf zahlreiche sog. Persilscheine, die ihm eine Distanz zur NS-Ideologie attestierten. Tatsächlich hatte sich Bethge für einige wenige Künstler (z. B.: Ernst Barlach, Hermann Reuter) eingesetzt, deren Werke als „entartet“ diffamiert wurden. Dass Bethge sich in diesen Einzelfällen gegen die Parteilinie stellen konnte, ist seiner hohen Stellung in der Kulturpolitik und nicht zuletzt seiner freundschaftlichen Verbindung zu Hans Hinkel zuzuschreiben, den er eigens bat, sich für ihn einzusetzen. Trotz völkischen und rassistischen Gedankenguts in Bethges seit 1930 verfassten Dramen konnte man im Rahmen des Spruchkammerverfahrens in seinen Werken „nichts auffinden, das als typisch nationalsozialistisch, etwa im Sinne der Rassenvergötzung, des Antisemitismus oder der Lebensraumerweiterung zu deuten wäre“. Bethge wurde schließlich in die Gruppe der Minderbelasteten eingestuft und mit einer Geldstrafe von 200 RM belegt. Im Anschluss an die Urteilsverkündung äußerte er vor den Anwesenden, Hans Hinkel sei es gewesen, der „hinter allem“ gestanden habe, „der ihn gehalten habe. […] Hinkel habe ihn für den Reichskultur-Senat vorgeschlagen. Hinkel habe den Präsidialrat erwirkt.“
Bethge schrieb in der Nachkriegszeit einige Dramen, die jedoch nicht veröffentlicht wurden. Auf den Treffen des 1950 gegründeten DKEG begegnete er weiterhin seinen Schriftstellerkollegen aus der NS-Zeit.
Am 17. September 1963 starb Friedrich Bethge in Bad Homburg.

## Sonstiges
In der Sowjetischen Besatzungszone wurden seine im Berliner Theaterverlag Langen/Müller veröffentlichten Schriften Marsch der Veteranen (1935) und Rebellion um Preußen (1941) auf die Liste der auszusondernden Literatur gesetzt.

## Auszeichnungen
- 1923 Lyriker-Preis für den Band Gedichte
- 1937 Nationaler Buchpreis für das Drama Der Marsch der Veteranen
- 1941 Goetheplakette der Stadt Frankfurt am Main

## Werke
- Pfarr Peder, Tragödie, 1924
- Pierre und Jeannette, Novelle, 1926
- Reims, Drama, 1929/30 (UA am 27. Februar 1930 am Stadttheater Osnabrück)
- Das Antlitz des Weltkrieges. Fronterlebnisse deutscher Soldaten, Hrsg. Ernst Jünger und F. Bethge, 1930/31
- Die Blutprobe, Komödie, 1934
- Der Marsch der Veteranen, Schauspiel, 1935
- Das triumphierende Herz, Novelle, 1937
- Rebellion um Preußen, Tragödie, 1939
- Anke von Skoepen, Tragödie, 1940
- Kopernikus, 1942